# Güleryüz
Güleryüz — марка автобусів виробництва  Güleryüz Karoseri Otomotiv Sanayi ve Tic. A.Ş , що знаходиться в місті  Бурса у Туреччині.

## Історія компанії

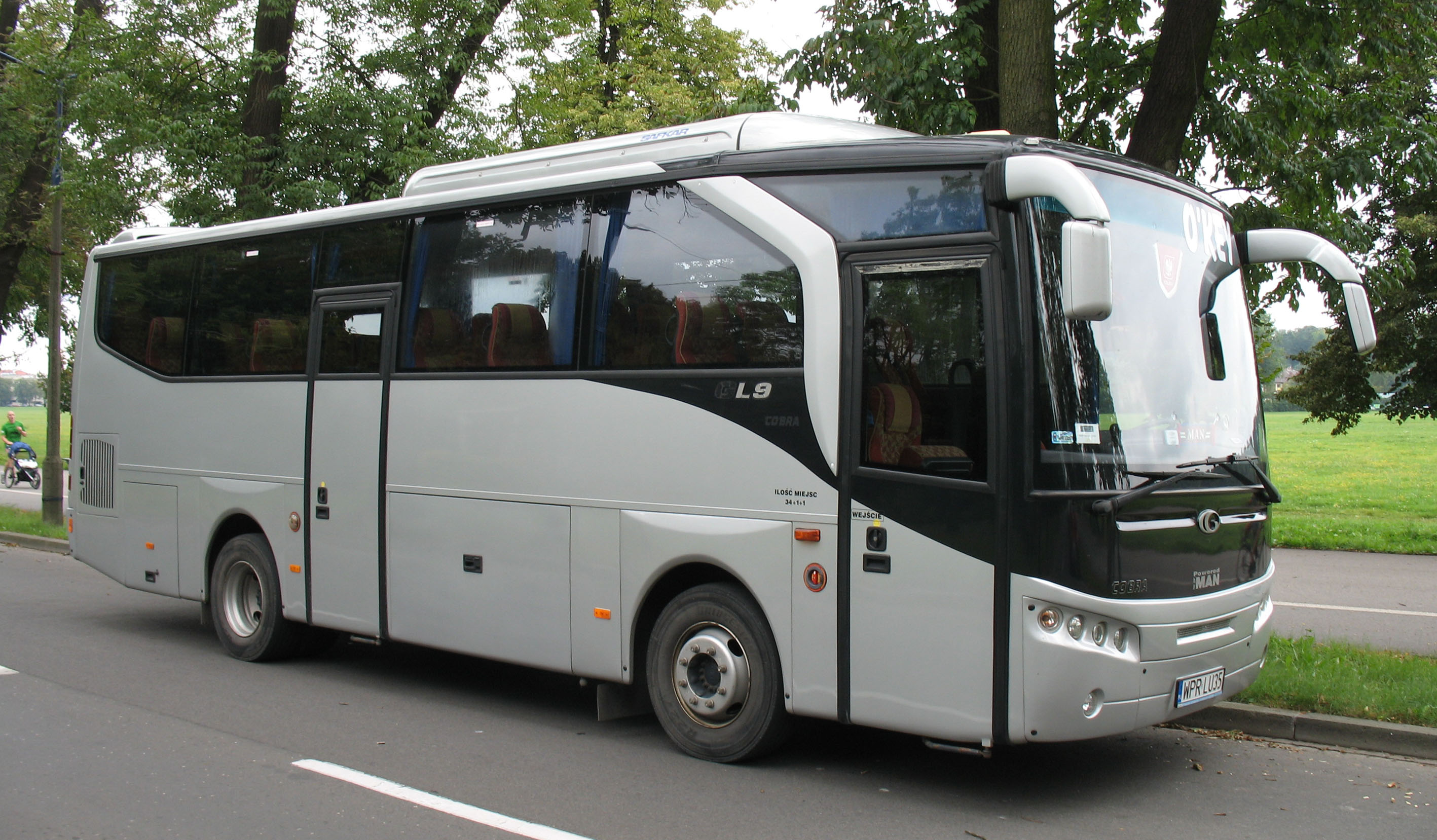
Cobra GL 9

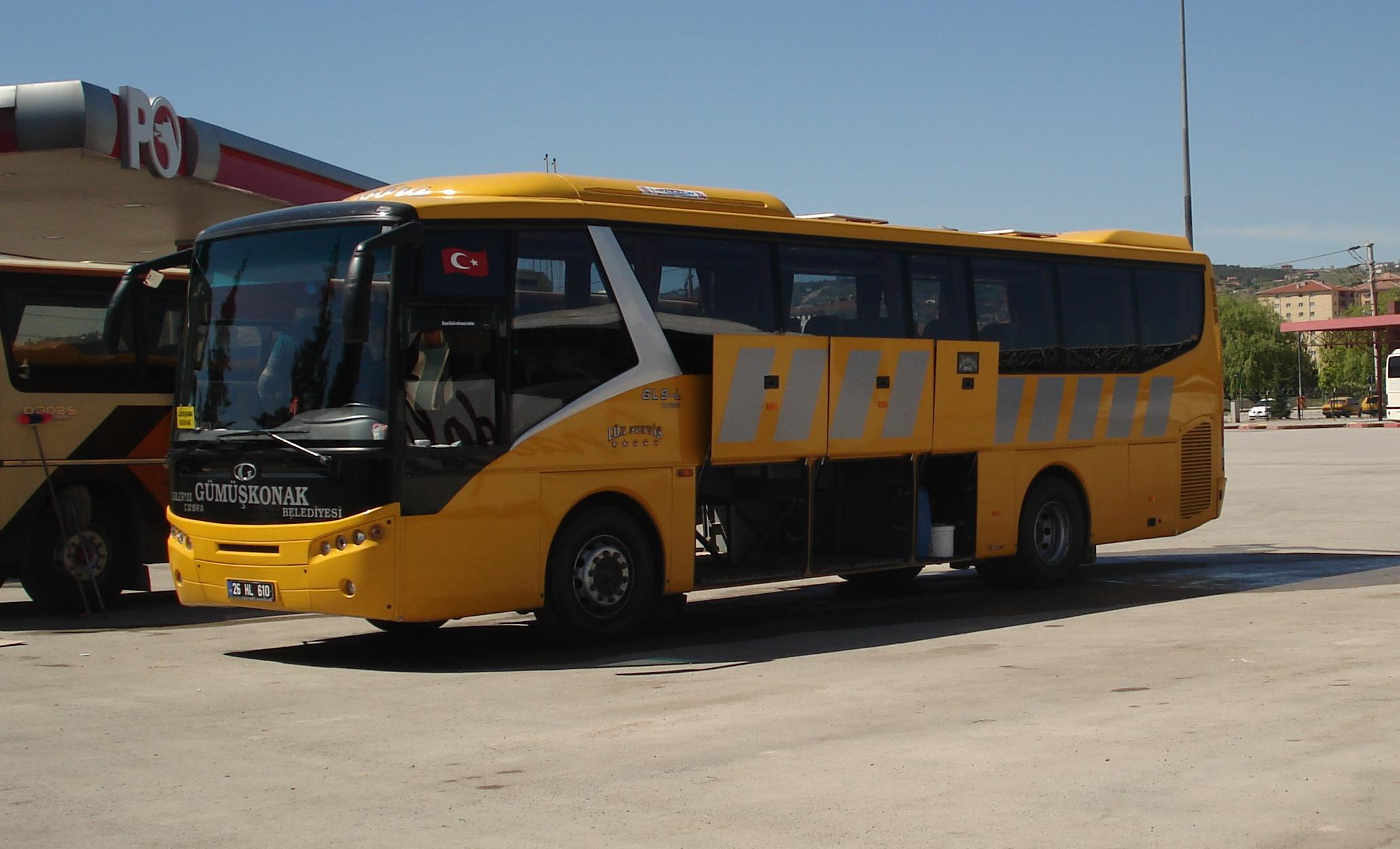
Cobra GL 9L

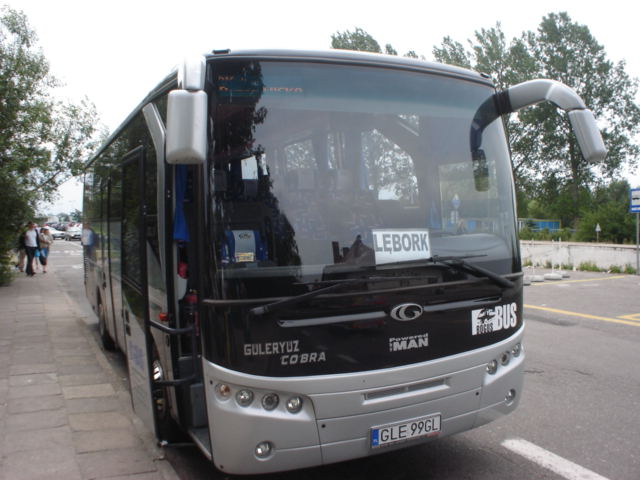
Güleryüz Cobra GL 9 в Лебі

У 1967 Хасан Кескін і три його сини заснували невеликий сімейний бізнес, який протягом багатьох років спеціалізувався на ремонті автобусів.
З 1982, компанія розширилася і почала виробництво корпусів для автобусів на шасі Mercedes-Benz,  MAN,  Renault. Спочатку корпуси були зроблені з дерева, потім сталі. У 1980-х роках три сини Кескіна взяли під контроль компанію. У 1991 почалося виробництво двоповерхових автобусних корпусів на шасі  DAF і  Volvo, і з 1993 виробництво було розширено до елітних автобусів(довжиною 12 і 15 метрів), які експортувалася до Лівану, Саудівської Аравії та Йорданії. У 1999 році було прийнято рішення про виробництво під власною маркою, і у 2000 почалося виробництво автобусів Cobra. У 2006 було прийнято рішення про будівництво нового заводу, який у 2007 збільшив виробничі потужності компанії до 500 автобусів на рік. У 2006 зайнято було 212 осіб. У 2005 було виготовлено 214 одиниць, а в 2006 — 221 автобус. Більше чверті з них експортувалися, переважно у балканські країни. В даний час в основному використовуються двигуни марки  MAN.

## Güleryüz в Україні
У тендері на поставку комунальному підприємству «Електроавтотранс» (Івано-Франківськ) 12 низькопідлогових великих міських автобусів перемогло ТОВ «Сучасні вантажівки», що входить до складу великого українського Автомобільного холдингу АВТЕК, запропонувавши автобуси Guleryuz Cobra GD 272 LF виробництва Туреччини за 65,995 млн грн при очікуваній сумі закупівлі 70,8 млн грн., також 10 автобусів GULERYUZ з'явились у Кривому Розі.

## Продукція
Поточна пропозиція:
- Cobra GM 220 — міський HF, 10,25 м,
- Cobra GD 272 — міський HF, 12 м,
- Cobra GM 180 — міський LE, 9 м,
- Cobra GD 272 LF — місто LE, 12 м,
- Cobra DD — міський двоповерховий LF, 11 м,
- Cobra DD Open Top — міський двоповеховий автобус з відкритим дахом LF, 11 м,
- Cobra GM 220 S — місцевий, 10,25 м,
- Cobra GD 272 S — місцевий, 12 м,
- Cobra GL 9 — комбо, 9,1 м,
- Cobra GL 9L — комбо, 11 м

Більш ранні моделі:
- Cobra GD 160 — міський HF, 9 м.